# Remote Service
Remote Service (von engl. remote, „entfernt, fern“ und service, „Dienst“) ist ein Verfahren, über das technische Dienstleistungen mit Hilfe von Telekommunikationsnetzwerken an einem entfernten Ort erbracht werden. Das Hauptaugenmerk bei Remote Service liegt auf proaktiven Services und multimedialer Kommunikation. Die wichtigsten Einsatzgebiete sind die Unterstützung der Instandhaltung und Prozessoptimierung beim Einsatz von Maschinen und medizintechnischen Geräten. Hauptanbieter von Remote Services sind die Hersteller solcher Maschinen und Geräte oder spezialisierte Dienstleistungsunternehmen.
Schon seit Beginn des 20. Jahrhunderts wird das Vorläuferverfahren Teleservice eingesetzt. Das Verfahren basiert technisch auf Peer-to-Peer Verbindungen via Modem. Teleservice ist gekennzeichnet durch reaktive Servicestrategien. Remote Service, also der Einsatz des Serviceverfahrens über Netzwerke, insbesondere das Internet, verbreitert das mögliche Dienstleistungsspektrum gegenüber Teleservice erheblich. Aufgrund der zunehmenden Vernetzung von Maschinen in Produktionsumgebungen bergen Teleserviceverbindungen zudem zunehmende Risiken für die Maschinenbetreiber.
Auch Remote Service birgt Sicherheitsrisiken. Allerdings werden diese Risiken im Verhältnis zum Nutzen von den meisten Maschinenbetreibern nicht mehr als Ausschlusskriterium bewertet. Sowohl herkömmliche Sicherheitsverfahren (z. B. VPN), als auch spezialisierte Verfahren sind einsetzbar und gewähren eine hinreichende Sicherheit der Netzwerke und Anlagen.
Ihren Nutzen sehen die Maschinenbetreiber in einer Verringerung der Instandhaltungskosten, höherer Flexibilität und Produktivität. Die Anbieter der Remote Services sehen ihren Vorteil in der Erhöhung der Serviceeffizienz, der Kundenbindung und der Generierung zusätzlichen, kontinuierlichen Dienstleistungsgeschäftes.